# L'Hôtel New Hampshire (roman)
L'Hôtel New Hampshire (titre original : The Hotel New Hampshire) est un roman  initiatique écrit par l'écrivain américain John Irving paru en 1981.

## Résumé
Ce roman retrace la vie fictive de John Berry, lui-même narrateur de l'histoire du rêve de son père : tenir un hôtel. On y suit la famille Berry, composée de deux parents et de leurs cinq enfants : Frank, l'aîné, Franny, la plus étrange, John, Lilly et Egg le cadet. Entre d’étranges histoires avec des ours, les aventures de leur labrador empaillé Sorrow et les désirs de John et Franny, l’histoire de cette famille atypique transporte successivement le lecteur dans trois hôtels différents, entre l'Europe et les États-Unis dans des aventures tantôt loufoques, tantôt graves.

## Adaptation
Il a donné lieu à une adaptation cinématographique par Tony Richardson en 1984, avec dans les rôles principaux Rob Lowe et Jodie Foster.